# 北本市立東中学校
北本市立東中学校（きたもとしりつひがしちゅうがっこう）は、埼玉県北本市にある市立の中学校である。通称は東中（ひがしちゅう）。生徒数は各学年200名前後で合計約590名ほどである。

## 沿革
- 1972年4月1日 - 設立 新井静也が初代校長となる
- 1972年4月20日 - 校章が決まる
- 1972年5月13日 - PTA設立総会が行われる
- 1972年5月15日 - A棟(4階建校舎)竣工
- 1972年5月16日 - 第一回生徒総会が行われる
- 1972年6月8日 - 開校記念式典挙行。前日の6月7日を開校記念日とする
- 1973年3月10日 - PTA広報誌「あゆみ」が創刊される
- 1973年11月26日 - 体育館工事着工
- 1974年5月15日 - 体育館竣工
- 1974年7月19日 - 校歌制定
- 1978年3月30日 - B棟(4階建)竣工
- 1978年7月31日 - プール竣工
- 1978年9月1日 - テニスコート完成
- 1980年3月25日 - 給食配膳室竣工
- 1981年6月7日 - 創立10周年記念式典挙行
- 1983年10月17日 - C棟（特別教室棟着工
- 1984年4月23日 - C棟（特別教室棟）竣工
- 1991年3月26日 - 格技場(柔剣道場)竣工
- 1991年10月26日 - 創立20周年記念式典挙行
- 1994年8月 - A棟大規模改修工事着工
- 1994年10月31日 - A棟改修工事竣工
- 2001年11月17日 - 創立30周年記念式典挙行

## 学校教育目標
- きれいな学校、光る汗
- 光る心、光る東中
  - 志 - 志を抱く生徒
  - 学 - 進んで学び鍛える生徒
  - 恕 - まわりの人間のために頑張る生徒

## 学校行事
- 4月 入学式　生徒会活動・部活動オリエンテーション
- 5月
- 6月 生徒総会
- 7月 修学旅行、終業式
- 9月 始業式、体育祭
- 10月 生活体験講座・PTAバザー
- 11月 東秋祭（合唱コンクール）
- 12月 終業式
- 1月 始業式、ウィンタースクール、校外学習
- 2月
- 3月 三年生を送る会、卒業証書授与式、修了式

## 生徒会活動
- 生徒総会
  - 生徒会本部
    - 会長（1名）
    - 副会長（男女各1名）
    - 議長（1名）
    - 副議長兼本部書記（1名）
    - 本部会計（1名）

  - 生徒評議会
    - 専門委員会（長）
    - 学級委員
    - 部活動代表（臨）
      - 基本的には生徒評議会に参加しない。

  - 学級委員会
  - 専門委員会
    - 保健委員会
    - 安全委員会
    - 体育委員会
    - 美化委員会
    - 放送委員会
    - 図書委員会
    - 給食委員会
    - 選挙管理委員会（臨）
    - ウィンタースクール実行委員会（臨）
    - 校外学習実行委員会（臨）
    - 修学旅行実行委員会（臨）
    - 百人一首大会実行委員会（臨）

## 部活動
- 運動部
  - 野球部（男）
  - サッカー部（男）
  - テニス部（男女）
  - 陸上部（男女）
  - バスケットボール部（男女）
  - 卓球部（男）
  - バドミントン部（男女）
  - ソフトボール部（女）
  - バレーボール部（女）

- 文化部
  - 吹奏楽部
  - 美術部
  - 文芸・コンピュータ部
  - 家庭科部

## 交通
- 最寄り駅はJR高崎線北本駅（東口下車徒歩約30分）

## 出身者
- 石津賢治 - 前北本市長

樋口正修　中日ドラゴンズ